# 傑日貢河
54°02′52″N 19°27′14″E / 54.047758°N 19.453866°E
傑日貢河是波蘭的河流，位於該國北部，處於瓦爾米亞-馬祖里省，屬於埃爾布隆格河的支流，河道全長45公里，發源自莫龍格以西，河口處在埃爾布隆格以南。